# Caloplaca littorea
Caloplaca littorea är en lavart som beskrevs av Tav. Caloplaca littorea ingår i släktet orangelavar och familjen Teloschistaceae.   Inga underarter finns listade i Catalogue of Life.